# منطقه عبدی‌عزیز
منطقه عبدی‌عزیز در سومالی است که در banaadir واقع شده‌است.